# Kamil Zieliński
Kamil Zieliński (Ostrowiec Świętokrzyski, 3 maart 1988) is een Pools wielrenner die anno 2018 rijdt voor Team Hurom. Hij is de broer van voormalig wielrenner Piotr Zieliński. Tijdens de Ronde van Polen 2015 verraste hij het Poolse publiek door na de vierde etappe de leiding in het algemeen klassement over te nemen.

## Overwinningen
2014
4e etappe Koers van de Olympische Solidariteit
Eindklassement Koers van de Olympische Solidariteit
2015
6e etappe Bałtyk-Karkonosze Tour
1e etappe Podlasie Tour
2017
Visegrad 4 Kerekparverseny
4e etappe Koers van de Olympische Solidariteit
2018
1e etappe Szlakiem Walk Majora Hubala
2019
Bergklassemnet Bałtyk-Karkonosze-Tour

## Ploegen
- 2009 –  CCC Polsat Polkowice
- 2010 –  CCC Polsat Polkowice
- 2011 –  CCC Polsat Polkowice
- 2012 –  CCC Polkowice
- 2013 –  Las Vegas Power Energy Drink
- 2014 –  Mexller
- 2015 –  Domin Sport
- 2016 –  Dare 2B
- 2017 –  Domin Sport
- 2018 –  Team Hurom

Detko · Komar · Kostecki · Kurowski · Nowak · Oborski · Rębiewski · Sójka · Witecki · Wojciechowski · Zieliński